# Crosstown Traffic
Crosstown Traffic — третий трек из альбома Electric Ladyland группы The Jimi Hendrix Experience , выпущенный синглом в ноябре 1969 года (в США; в апреле 1969 года — в Британии), с песней «Gypsy Eyes» на обороте.

## О сингле
Оригинальные версии этих двух композиций записал продюсер Чес Чендлер; Джими Хендрикс заново смикшировал их в процессе работы над альбомом. Песня (в которой люди сравниваются с автомобилями, а жизнь — с автострадой) была написана им о подруге, которая (как он считал) ограничивала его свободу.
В США сингл провёл в списках Billboard Hot 100 8 недель и в ноябре 1968 года достиг 52-го места. В апреле 1969 года Crosstown Traffic
был выпущен синглом в Британии и здесь добрался до 37-го места.
Эта чисто студийная песня не исполнялась Хендриксом на концертах. Помимо гитары Хендрикс играл здесь ещё и на фортепиано. В записи также принял участие Дэйв Мэйсон из группы Traffic, исполнивший партию бэк-вокала. При наличии хард-рокового риффа песня является образцом симбиоза блюза и эйсид-рока.

## Каверы
Впоследствии песня Crosstown Traffic вошла в саундтрек фильма «S.W.A.T.» Кавер-версии на неё исполняли Shudder to Think, Бен Фолдс и Red Hot Chili Peppers.

## Список композиций
1. «Crosstown Traffic»
2. «Gypsy Eyes»